# 恩田陸
恩田 陸（おんだ りく、1964年10月25日 -）は、日本の小説家。本名は熊谷 奈苗（くまがい ななえ）。青森県青森市生まれ（宮城県生まれとされることもある）。
『六番目の小夜子』（1992年）でデビュー。ホラー、SFなど枠にとらわれず、郷愁を誘う情景描写に定評がある。『夜のピクニック』（2004年）で本屋大賞、『蜜蜂と遠雷』（2016年）で直木賞・本屋大賞を受賞。

## 来歴
1964年（昭和39年）10月25日、青森県青森市生まれ。1966年（昭和41年）頃に愛知県名古屋市へ移住。その後の幼児期と松本市立清水小学校1年まで長野県松本市で過ごした。1972年（昭和47年）に富山県富山市へ移り、小学2年から5年まで富山市立五番町小学校（現：富山市立中央小学校）に通った。1976年（昭和51年）に秋田県秋田市へ移り、小学5年の終わりから卒業まで秋田市立旭北小学校に通った。1977年（昭和52年）に仙台市へ移り、仙台市立五橋中学校入学時から2年間通った。1979年（昭和54年）の中学3年時から水戸市立第一中学校に通い、茨城県立水戸第一高等学校を卒業するまで茨城県水戸市で過ごした。なお両親とも宮城県仙台市出身で、現在も同市に実家がある。恩田の本籍は仙台市にあり、公式プロフィール上も仙台市出身となっている。
小学2、3年生の時にロアルド・ダール『チョコレート工場の秘密』を読み、作家の存在を知る。小学校か中学校の図書室で『少年少女世界推理文学全集』（あかね書房）で、ミステリに出会い夢中になり大きな影響を受ける。水戸第一高校で、新聞部と美術部に入り、新聞部ではエッセイを書いていた。一方で個人誌『すいかずら』を作り好きな詩歌を載せ小説・エッセイを連載したが自分以外には非公開だった。
父がクラシック好きで、自宅には多くのレコードがあり、子供の時に、引っ越しが多かったが、本と音楽が周りにある環境で過ごしピアノを習い、広く音楽を知る先生に学び、大人になった今も「ピアノを聞くのが一番好き」と答えている。
1983年（昭和58年）に早稲田大学教育学部国語国文学科に入学すると、同大のビッグバンドのハイソサエティー・オーケストラに所属してアルト・サックスを演奏した。また2年次にはワセダミステリクラブに所属したが、本格ミステリを読む人がいなかったのでごく短期間だけになる。
1987年（昭和62年）に同大を卒業、卒論は『荷風と東京』。生命保険会社のOLとして働いたが、2年後に過重労働で入院。作家は年配者だという思い込みがあり、いつか遠い先に作家になれたらと思っていたが、復帰後に酒見賢一の『後宮小説』を読み、その才能と、作者の年齢が1歳上であまり違わず、ショックを受け、勤務しつつ半年後に作家活動を開始した。その後も忙しく、本が読めないのが主な不満で、入社後4年で退職した。
1991年（平成3年）、退職後に書き終えた『六番目の小夜子』が第3回日本ファンタジーノベル大賞最終候補作となり、翌1992年（平成4年）の刊行をもって作家デビューを果たした。編集者に再就職を勧められ、不動産会社に勤務。いきなりデビューして修業期間がなかったので、多作することで鍛えようとした。初めのころは、小説のタイトルと簡単なプロットを書いた構想リストを持って出版社に営業活動していた。7年ほど兼業作家だったが正社員になり忙しくなり、作家として安定してきたころ、複数の編集者から専業化を勧められ、1997年（平成9年）に専業作家となった。独立を機に、各社の編集者を招待し、レストランで「営業パーティー」を開催し、分野の違う小説の企画レジュメを約10本配ると、7本ほどが、それぞれ別の出版社に買われた。
かつては飛行機恐怖症で、南米とその遺跡を舞台にした『上と外』でも資料だけで書いていた。2003年（平成15年）、恐怖はあるが機上を自分に強いて、イギリスとアイルランドに基礎取材を兼ねた旅行をして、『「恐怖の報酬」日記 酩酊混乱紀行』を書く。それをきっかけに各国に行き、南米も『NHKスペシャル』の仕事でマヤ・インカ文明を取材し、メキシコ、グアテマラ、ペルーを回り、『メガロマニア あるいは「覆された宝石」への旅』を書く。
2004年（平成16年）、2005年（平成17年）、『夜のピクニック』で、第26回吉川英治文学新人賞、第2回本屋大賞を受賞する。
2006年（平成18年）、『ユージニア』で、第59回日本推理作家協会賞を受賞する。
2007年（平成19年）、『中庭の出来事』で、第20回山本周五郎賞を受賞する。同年江戸川乱歩賞選考委員に就任した。
2017年（平成29年）、『蜜蜂と遠雷』で、第156回直木三十五賞、第14回本屋大賞を受賞する。同作品の直木賞と本屋大賞のダブル受賞、および同作家2度目の本屋大賞受賞は史上初である。

## 作風
- 郷愁を誘う情景描写に巧みで「ノスタルジアの魔術師」と称される[29]。ファンタジーの賞からデビューしたが、ジャンルの枠にとらわれず、SF、ミステリー、冒険小説、ホラー、青春小説、音楽小説など、そしてクロスジャンルの作品と、幅広く執筆している。だが、ハードボイルドには読書含めて、なじめないでいる[30]。
- 年間300冊の膨大な読書量を基盤に小説を書き、初期に作った構想リストは、ほぼ作品化し、現在構想中のものは、文庫タイプの無罫日記帳に、タイトルをいくつもストックしている[16]。タイトルは作品執筆前のプロット段階から決定していて、決まらないと書けない[31]。
- 実在の特定の風景から物語を紡ぎだすことが多く、電車やバスに乗り旅行して車窓からずっと何時間も小説の種となる特異な風景を探す[32]。
- 新聞の三面記事から、強いインスピレーションを受けた事件を取り上げストックしておくことがある[13]。それを基にした小説を書きその過程も含め『灰の劇場』を書いた[33]。
- 専業作家になってから夢が複雑化し、美しく壮大な画像系とあらすじ系の両夢を見る。夢日記を付けているが、なかなか作品に反映しづらいが、1作品、夢の場面を組み込んだり、他には短編『思い違い』が生まれたりした[34]。
- 常に完璧を目指すが、そうはいかなくても、平均点は維持し、完璧でない惨めさに耐える。満足できる一作でなければ出さないという人もいるが、寡作で傑作なのは当たり前で、量を伴ってこその才能だと信じている[35]。
- 読書家であることも手伝って、デビュー当初から「縮小再生産にならないようなるべく違うものを書こうと意識している」[36]。先行作品にオマージュを捧げた小説も多く、その場合は必ず明言している[37]。

## エピソード
- ペンネームの「恩田」は『やっぱり猫が好き』の恩田三姉妹と、会社員時代の先輩の名字に由来する[38]。本名「奈苗（ななえ）」は、山本周五郎『ながい坂』の主人公の幼馴染の少女の名前「ななえ」を取り、父親が漢字にして付けた[39]。
- 音楽は、小学校6年にピアノ教師にディヌ・リパッティを勧められさほど感じなかったが、大人になり魅力がわかる。中学時代はケイト・ブッシュやクイーンなどのブリティッシュ・ロックにはまる。2017年ごろには、アヴィシャイ・コーエンのアルバムや、ジャズピアノやクラシックピアノを聴く[16]。
- 大学のビッグバンドでは、アルト・サックスを長く練習した。この時の経験が多く『ブラザー・サン シスター・ムーン』に取り入れられている[18]。高校までは、いきなり歌い踊りだすミュージカル映画が苦手だったが、ミュージカル映画の曲を多く演奏したことで、元の映画も名画座などで観て好きになり、同時にタップダンスも好きになった[40]。
- 高校生の初めまで、酒飲みを嫌い軽蔑していた。ところが少しずつ酒と肴の味を覚え、大学に入りたちまち大酒飲みになってしまった[41]。作家となってから、ひたすらビールばかり何時間も飲んでいる[42]。文芸誌でも対談していて宴会モードに入りかけ、続けてと催促されやっと最後までしたことがある[43]。2017年には、外飲みでは2、3軒ハシゴし、自宅ではビールを2、3本飲むと答えている[16]。
- 2004年の朝日新聞のコラムによれば、酒のつまみで好きなのが「チーズ鱈」。旅行や取材に出かけるときは必ず持って行き、列車の中でそれをつまみに一杯やるらしい。朝日文庫『作家の口福』でも「贅沢なチーズ鱈」として触れている。
- 7、8歳の時に読んだ萩尾望都の『精霊狩り』の一編「ドアの中のわたしのむすこ」は、「私の原点」であり、この作品に出会って「私の人生は変わってしまった」と述べている[44]。
- 小学6年生の時に読んだ中井英夫の『虚無への供物』は、年1回は読みたくなる作品[45]。
- 高校生時代は、アガサ・クリスティや開高健、谷崎潤一郎など、同じ作家の作品ばかりずっと読んだりした[45]。クリスティの『七つの時計』で初めてどんでん返しに驚いた[45]。

## 受賞歴
- 2004年 - 2005年 - 第26回吉川英治文学新人賞、第2回本屋大賞（『夜のピクニック』）
- 2006年 - 第59回日本推理作家協会賞（長編及び連作短編集部門）（『ユージニア』）
- 2007年 - 第20回山本周五郎賞（『中庭の出来事』）
- 2016年 - 宮城県芸術選奨文芸部門
- 2017年 - 第156回直木三十五賞、第14回本屋大賞（『蜜蜂と遠雷』）

## ミステリ・ランキング
- 週刊文春ミステリーベスト10
  - 2023年 - 『鈍色幻視行』15位

- このミステリーがすごい!
  - 1998年 - 『三月は深き紅の淵を』9位
  - 2001年 - 『象と耳鳴り』6位
  - 2024年 - 『鈍色幻視行』9位

- 本格ミステリ・ベスト10
  - 2000年 - 『象と耳鳴り』5位

- ミステリが読みたい!
  - 2024年 - 『鈍色幻視行』8位

## 作品リスト

### 小説

#### 1990年代
- 六番目の小夜子（1992年 新潮文庫 書き下ろし）
- 球形の季節（1994年 新潮社 / 1999年 新潮文庫 書き下ろし）
- 不安な童話（1994年 祥伝社ノン・ノベル 祥伝社文庫 / 新潮文庫 書き下ろし）
- 三月は深き紅の淵を（1997年 講談社 / 2001年 講談社文庫）
  - 第一章 待っている人々（『メフィスト』1996年4月増刊号）
  - 第二章 出雲夜想曲（『メフィスト』1996年8月増刊号）
  - 第三章 虹と雲と鳥と（『メフィスト』1996年12月増刊号）
  - 第四章 回転木馬（『メフィスト』1997年5月増刊号） - 単行本化の際に全面改稿
- 光の帝国 常野物語（1997年 集英社 / 2000年 集英社文庫）
  - 大きな引き出し（『小説すばる』1994年12月号）
  - 二つの茶碗（『小説すばる』1995年3月号）
  - 達磨山への道（『小説すばる』1995年6月号）
  - オセロ・ゲーム（『小説すばる』1995年7月号）
  - 手紙（『小説すばる』1995年9月号）
  - 歴史の時間（『小説すばる』1996年7月号）
  - 草取り（『小説すばる』1997年5月臨時増刊号）
  - 光の帝国（『小説すばる』1995年12月号）
  - 黒い塔（『小説すばる』1997年1月号・2月号）
  - 国道を降りて…（『小説すばる』1997年5月号）
- 象と耳鳴り（1999年 祥伝社 / 2003年 祥伝社文庫）
  - 曜変天目の夜（『ミステリマガジン』1995年11月臨時増刊号）
  - 新・D坂の殺人事件（『青春と読書』1998年2月号）
  - 給水塔（『小説NON』1996年1月号）
  - 象と耳鳴り（『小説NON』1997年12月号）
  - 海にゐるのは人魚ではない（『小説NON』1997年6月号）
  - ニューメキシコの月（『小説NON』1996年8月号）
  - 誰かに聞いた話（『小説NON』1998年7月号）
  - 廃園（『小説NON』1998年3月号）
  - 待合室の冒険（『小説NON』1998年10月増刊号）
  - 机上の論理（『小説NON』1999年2月号）
  - 往復書簡（『小説NON』1999年6月号）
  - 魔術師（書き下ろし）
- 木曜組曲（1999年 徳間書店 / 2002年 徳間文庫 / 【新装版】2019年2月）
  - 【初出】 『問題小説』1998年4月号 - 1999年8月号、全7回連載

#### 2000年代
- 月の裏側（2000年 幻冬舎 / 2002年 幻冬舎文庫）
  - 【初出】 『PONTOON』1998年10月号 - 1999年10月号、全15回
- ネバーランド（2000年 集英社 / 2003年 集英社文庫）
  - 【初出】 『小説すばる』1998年5月号 - 1999年11月号、全7回連載
- 麦の海に沈む果実（2000年 講談社 / 2004年 講談社文庫）
  - 【初出】 『メフィスト』1998年10月増刊号 - 1999年9月増刊号
- 上と外（2000年 - 2001年 幻冬舎文庫 全6巻 / 2003年 幻冬舎 / 2007年 幻冬舎文庫 【上・下】）
- puzzle［パズル］（2000年 祥伝社文庫 / アンソロジー集『絶海』〔2002年 祥伝社ノン・ノベル〕収録、書き下ろし）
- ライオンハート（2000年 新潮社 /2004年 新潮文庫）
  - エアハート嬢の到着（『小説新潮』1999年5月号）
  - 春（『小説新潮』1999年9月号）
  - イヴァンチッツェの思い出（『小説新潮』1999年12月号）
  - 天球のハーモニー（『小説新潮』2000年5月号）
  - 記憶（『小説新潮』2000年9月号）
- MAZE［メイズ］（2001年 双葉社 / 2003年 双葉文庫 / 【新装版】2015年4月）
  - 【初出】 『小説推理』2000年7月号 - 2000年11月号
- ドミノ（2001年 角川書店 / 2004年 角川文庫）
  - 【初出】 『KADOKAWAミステリ』2000年8月号 - 2001年5月号
- 黒と茶の幻想（2001年 講談社 / 2006年 講談社文庫 【上・下】）
  - 【初出】 『メフィスト』2000年5月増刊号 - 2001年9月増刊号
- 図書室の海（2002年 新潮社 / 2005年 新潮文庫）
  - 春よ、こい（『時間怪談』〔1999年 廣済堂文庫 異形コレクション〕収録）
  - 茶色の小壜（『血の12幻想』〔2000年5月 スクウェア・エニックス〕収録）
  - イサオ・オサリヴァンを捜して（SF-Online『日本SFの航海図』1998年10月）
  - 睡蓮（アンソロジー集『蜜の眠り』〔廣済堂〕収録、『麦の海に沈む果実』番外編）
  - ある映画の記憶（アンソロジー集『大密室』〔新潮社〕収録〕
  - ピクニックの準備（『夜のピクニック』の前日譚、書き下ろし）
  - 国境の南（『週刊小説』2000年8月25日号）
  - オデュッセイア（『小説新潮』2001年1月号）
  - 図書室の海（『六番目の小夜子』の番外編、書き下ろし）
  - ノスタルジア（『SFマガジン』1995年8月号）
- 劫尽童女（2002年 光文社 / 2005年 光文社文庫）
  - 【初出】 『ジャーロ』2000年秋号 - 2001年秋号、全5回
- ロミオとロミオは永遠に（2002年 早川書房 / 2006年 ハヤカワ文庫 【上・下】）
  - 【初出】 『SFマガジン』1999年3月号 - 2000年6月号、全16回、単行本化の際大幅加筆
- ねじの回転（2002年 集英社 / 2005年 集英社文庫 【上・下】）
  - 【初出】 『小説すばる』2000年11月号 - 2002年1月号
- 蛇行する川のほとり（2002年 - 2003年 中央公論新社 新書判 全3巻 / 2004年 中央公論新社 単行本 / 2007年 中公文庫）
- まひるの月を追いかけて（2003年 文藝春秋 / 2007年 文春文庫）
  - 【初出】 『オール讀物』2001年7月号 - 2002年8月号、全6回
- クレオパトラの夢（2003年 双葉社 / 2006年 双葉文庫 / 【新装版】2015年4月 双葉文庫）
  - 【初出】 『小説推理』2002年7月号 - 2003年7月号、全6回
- 黄昏の百合の骨（2004年 講談社 / 2007年 講談社文庫）
  - 【初出】 『メフィスト』2002年5月増刊号 - 2003年9月増刊号、全5回
- 禁じられた楽園（2004年 徳間書店 / 2007年 徳間文庫 / 【新装版】2020年3月 徳間文庫）
  - 【初出】 『問題小説』2001年1月号 - 2002年4月号
- Q&A（2004年 幻冬舎 / 2007年 幻冬舎文庫）
  - 【初出】 『星星峡』2002年4月号 - 2004年3月号
- 夜のピクニック（2004年 新潮社 / 2006年 新潮文庫）
  - 【初出】 『小説新潮』2002年11月号 - 2004年5月号
- 夏の名残りの薔薇（2004年 文藝春秋 / 2008年 文春文庫）
  - 【初出】 『別册文藝春秋』2003年5月号 - 2004年3月号、全6回
- ユージニア（2005年 角川書店 / 2008年 角川文庫）
  - 【初出】 『KADOKAWAミステリ』2002年8月号 - 2003年5月号、『本の旅人』2003年7月号 - 2004年9月号、全15回
- 蒲公英草紙 常野物語（2005年 集英社 / 2008年 集英社文庫）
  - 【初出】 『青春と読書』2000年1月号 - 2001年2月号、全14回
- ネクロポリス（2005年 朝日新聞社 【上・下】 / 2009年 朝日文庫 【上・下】）
  - 【初出】 『小説トリッパー』2001年冬季号 - 2005年春季号、全14回
- エンドゲーム 常野物語（2006年 集英社 / 2009年 集英社文庫）
  - 【初出】 『小説すばる』2004年3月号 - 2005年6月号、全6回
- チョコレートコスモス（2006年 毎日新聞社 / 2011年 角川文庫）
  - 【初出】 『サンデー毎日』2004年6月27日号 - 2005年8月7日号、全56回
- 中庭の出来事（2006年 新潮社 / 2009年 新潮文庫）
  - 【初出】 『新潮ケータイ文庫』2003年5月9日 - 2004年2月26日配信、全210回
- 朝日のようにさわやかに（2007年 新潮社 / 2010年 新潮文庫）
  - 水晶の夜、翡翠の朝（『青に捧げる悪夢』（2013年2月 角川文庫）/『殺人鬼の放課後』（2002年 角川スニーカー文庫）収録）
  - ご案内（『読売新聞』夕刊 2006年4月8日掲載）
  - あなたと夜と音楽と（『「ABC」殺人事件』〔2001年 講談社文庫〕収録、書き下ろし）
  - 冷凍みかん（『GOD』〔1999年 異形コレクション 廣済堂文庫〕収録、書き下ろし）
  - 赤い毬（『i feel』〔紀伊国屋書店発行誌〕2005年冬号）
  - 深夜の食欲（『グランドホテル』〔1999年 異形コレクション 廣済堂文庫〕収録、書き下ろし）
  - いいわけ（『小説現代』2004年8月号）
  - 一千一秒殺人事件（『怪談集 花月夜綺譚』〔2004年 集英社〕収録）
  - おはなしのつづき（『飛ぶ教室』2005年夏号）
  - 邂逅について（『凶鳥の黒影』〔2004年 河出書房新社〕収録）
  - 淋しいお城（『小説現代』2006年4月号）
  - 楽園を追われて（『yom yom』〔2006年 新潮社〕創刊号）
  - 卒業（電子書籍配信サイト Timebook Town 2006年8月4日 配本)
  - 朝日のようにさわやかに（『サントリークォータリー』2006年冬号）
- 木洩れ日に泳ぐ魚（2007年 中央公論新社 / 2010年 文春文庫）
  - 【初出】 『婦人公論』2006年1月22日号 - 2007年2月22日号、全26回
- いのちのパレード（2007年 実業之日本社 / 2010年 実業之日本社文庫）
  - 観光旅行（『月刊ジェイ・ノベル』2004年4月号）
  - スペインの苔（『月刊ジェイ・ノベル』2004年7月号）
  - 蝶遣いと春、そして夏（『月刊ジェイ・ノベル』2004年10月号）
  - 橋（『月刊ジェイ・ノベル』2005年1月号）
  - 蛇と虹（『月刊ジェイ・ノベル』2005年4月号）
  - 夕飯は七時（『月刊ジェイ・ノベル』2005年7月号）
  - 隙間（『月刊ジェイ・ノベル』2005年10月号）
  - 当籤者（『月刊ジェイ・ノベル』2006年1月号）
  - かたつむり注意報（『月刊ジェイ・ノベル』2006年4月号）
  - あなたの善良なる教え子より（『月刊ジェイ・ノベル』2006年7月号）
  - エンドマークまでご一緒に（『月刊ジェイ・ノベル』2006年10月号）
  - 走り続けよ、ひとすじの煙となるまで（『月刊ジェイ・ノベル』2007年1月号）
  - SUGOROKU（『月刊ジェイ・ノベル』2007年4月号）
  - いのちのパレード（『月刊ジェイ・ノベル』2007年7月号）
  - 夜想曲（書き下ろし）
- 不連続の世界（2008年 幻冬舎 / 2011年 幻冬舎文庫）
  - 【初出】 『PONTOON』2000年6月号 -
- きのうの世界（2008年 講談社 / 2011年 講談社文庫）
  - 【初出】 『東奥日報』他 2005年4月30日 - 2006年3月19日、全316回
- ブラザー・サン シスター・ムーン（2009年 河出書房新社 / 2012年 河出文庫）
- 訪問者（2009年 祥伝社 / 2012年 祥伝社文庫）
  - 【初出】 『小説NON』2002年1月号 - 2004年1月号、全7回
- 六月の夜と昼のあわいに（2009年 朝日新聞社 / 2012年 朝日文庫）- 序詞：杉本秀太郎、絵：町田久美ほか
  - 恋はみずいろ（『小説トリッパー』2006年冬季号）
  - 唐草模様（『小説トリッパー』2007年春季号）
  - Y字路の事件（『小説トリッパー』2007年夏季号）
  - 約束の地（『小説トリッパー』2007年秋季号）
  - 酒肆ローレライ（『小説トリッパー』2007年冬季号）
  - 窯変・田久保順子（『小説トリッパー』2008年春季号）
  - 夜を遡る（『小説トリッパー』2008年夏季号）
  - 翳りゆく部屋（『小説トリッパー』2008年秋季号）
  - コンパートメントにて（『小説トリッパー』2008年冬季号）
  - Interchange（『小説トリッパー』2009年春季号）

#### 2010年代
- 私の家では何も起こらない（2010年 メディアファクトリー / 2013年 MF文庫ダ・ヴィンチ/ 2016年 角川文庫）
  - 【初出】 『幽』
- 夢違（2011年 角川書店 / 2014年 角川文庫）
  - 【初出】 『中日新聞』『東京新聞』他 2010年5月 - 2011年5月
- 私と踊って（2012年 新潮社 / 2015年 新潮文庫）
  - 心変わり（『Story Power 2012』）
  - 骰子の七の目（『小説新潮』2008年7月号）
  - 忠告（『小説新潮』2007年11月号）
  - 弁明（『小説新潮』2007年7月号）
  - 少女界曼荼羅（『小説新潮』2009年1月号）
  - 協力（『小説新潮』2008年1月号）
  - 思い違い（『小説新潮』2012年7月号）
  - 台北小夜曲（『小説新潮』2011年7月号）
  - 理由（『飛ぶ教室』2011夏号）
  - 火星の運河（『小説新潮』2012年1月号）
  - 死者の季節（『オール讀物』2012年8月号）
  - 劇場を出て（『1/25』メディアファクトリー 2009年）
  - 二人でお茶を（書き下ろし）
  - 聖なる氾濫（『NHKスペシャル 知られざる大英博物館 古代エジプト』 NHK出版 2012年）
  - 海の泡より生まれて（『NHKスペシャル 知られざる大英博物館 古代ギリシャ』 NHK出版 2012年）
  - 茜さす（『NHKスペシャル 知られざる大英博物館 日本』 NHK出版 2012年）
  - 私と踊って（『オール讀物』2012年1月号）
  - 東京の日記（『書き下ろし日本SFコレクション NOVA 2』河出文庫 2010年）
  - 交信（『小説新潮』2011年1月号）
- 夜の底は柔らかな幻（2013年 文藝春秋【上・下】 / 2015年 文春文庫【上・下】）
- 雪月花黙示録（2013年 角川書店 / 2016年 角川文庫）
  - 【初出】 『小説 野性時代』2004年12月号 - 2008年3月号、全23回
- かがみのなか（2014年 岩崎書店）〈怪談えほん〉- 絵・樋口佳絵
- EPITAPH 東京（2015年 朝日新聞出版 / 2018年4月 朝日文庫）
  - 【初出】 『一冊の本』2011年5月号 - 2014年9月号、全34回
- ブラック・ベルベット（2015年 双葉社 / 2018年7月 双葉文庫）
  - 【初出】 『小説推理』2007年11月号 - 2015年1月号
- 消滅 VANISHING POINT（2015年 中央公論新社 / 2019年1月 幻冬舎文庫 【上・下】）
  - 【初出】 『読売新聞』2013年11月 - 2014年10月31日
- タマゴマジック（2016年 河北新報出版センター）
- 蜜蜂と遠雷（2016年9月 幻冬舎 / 2019年4月 幻冬舎文庫 【上・下】）
  - 【初出】 『星星峡』2009年4月号 - 2013年12月号、『PONTOON』2014年1月 - 2016年5月
- 七月に流れる花（2016年12月 講談社 / 2018年9月 講談社タイガ） 書き下ろし
- 八月は冷たい城（2016年12月 講談社 / 2018年10月 講談社タイガ）
  - 【初出】 『メフィスト』2013年4月 - 2016年4月
  - 七月に流れる花 / 八月は冷たい城（2020年7月 講談社文庫） 上記2冊の合本
- 終りなき夜に生れつく（2017年2月 文藝春秋 / 2020年1月 文春文庫）
- 失われた地図（2017年2月 KADOKAWA / 2019年8月 角川文庫）
- 錆びた太陽（2017年3月 朝日新聞出版 / 2019年11月 朝日文庫）
- おともだちできた？（2017年7月 講談社）〈創作絵本〉 - 絵・石井聖岳
- 祝祭と予感（2019年10月 幻冬舎 / 2022年4月 幻冬舎文庫）
- 歩道橋シネマ（2019年11月 新潮社 / 2022年1月 新潮文庫）
  - 線路脇の家（『小説新潮』2015年7月号）
  - 球根（『小説新潮』2015年11月号）
  - 逍遥（『2030年の旅』中公文庫 2017年）
  - あまりりす（『小説新潮』2014年8月号）
  - コモレビ（『幽』vol.23 KADOKAWA）
  - 悪い春（『EPITAPH東京』朝日文庫 2018年）
  - 皇居前広場の回転（『小説新潮』2017年7月号、「皇居前広場のピルエット」改題）
  - 麦の海に浮かぶ檻（『謎の館へようこそ 黒』講談社タイガ 2017年、『麦の海に沈む果実』番外編）
  - 風鈴（『小説新潮』2013年8月号）
  - トワイライト（『STORY BOX』2019年6月号）
  - 惻隠（『小説新潮』2016年9月号）
  - 楽譜を売る男（『小説新潮』2018年7月号）
  - 柊と太陽（『小説新潮』2014年12月号）
  - はつゆめ（『小説新潮』2018年1月号）
  - 降っても晴れても（『奇想天外 21世紀版 アンソロジー』南雲堂 2017年）
  - ありふれた事件（『幽』vol.21 KADOKAWA）
  - 春の祭典（『小説新潮』2019年1月号）
  - 歩道橋シネマ（『小説新潮』2019年7月号）

#### 2020年代
- ドミノin上海（2020年2月 KADOKAWA / 2023年2月 角川文庫）
  - 【初出】『小説野性時代』97号（2011年12月号) - 191号 (2019年10月号）
- スキマワラシ（2020年8月 集英社 / 2023年3月 集英社文庫）
- 悪い春 202X（『小説トリッパー』2020年夏季号）
- 灰の劇場（2021年2月 河出書房新社 / 2024年2月 河出文庫）
  - 【初出】 『文藝』2014年春季号 - 2020年春季号
- 薔薇のなかの蛇（2021年5月 講談社 / 2023年5月 講談社文庫）
  - 【初出】 『メフィスト』2007年5月 - 2012年12月、2016年8月 - 2020年8月
- 愚かな薔薇（2021年12月 徳間書店 / 2024年12月 徳間文庫（上・下））
  - 【初出】『SF JAPAN』2006年秋号 - 2011年春号（休刊）→『読楽』2012年1月号 - 2020年7月号
- なんとかしなくちゃ。 青雲編 1970 - 1993（2022年11月 文藝春秋）
  - 【初出】『週刊文春』2021年6月10日号 - 2022年4月28日号
- 鈍色幻視行（2023年5月 集英社）
  - 【初出】『集英社WEB文芸RENZABURO』2007年10月 - 2012年3月→『すばる』2013年4月号 - 2022年7月号
- 夜果つるところ（2023年6月 集英社）
  - 【初出】『小説すばる』2010年1月号 - 2011年12月号、全11回
- spring（2024年3月 筑摩書房）
  - 【初出】『ちくま』2020年3月号 - 2023年6月号
- 珈琲怪談（2025年4月 幻冬舎）
  - 【初出】珈琲怪談（『GINGER L.』2014年秋号 - 2016年夏号（休刊）→『小説幻冬』2017年7月号 - 2025年3月号）

### 連載中の作品
- 闇の絵本（『文蔵』2012年9月号 - 2015年4月 7回）
- 青葉闇迷路（『yom yom』 - 2011年 → yom yom Web連載 2012年 - ）
- 梟の昼間（『ジャーロ』2012年夏号 - ）
- 太陽の末裔（『NHK出版 WEBマガジン』2015年7月 - ）
- 傾斜のマリア（『小説推理』2017年2月号 - ） 神原恵弥シリーズ4
- 追憶の五重奏（『小説新潮』2020年5月号 - ）
- 産土ヘイズ（『小説 野性時代』特別編集 2022年冬号）
- アナスタシア（『小説トリッパー』2025年夏季号 - ）

### 連載中断
- デッドライン（『ミステリーズ!』2004年6月号 - 2006年4月号 7回）
- ダンデライオン（『本の時間』2009年9月号 - 2013年9月号 雑誌廃刊で中断）

### エッセイ他・紀行文
- 「恐怖の報酬」日記 酩酊混乱紀行 イギリス・アイルランド（2005年4月 講談社 / 2008年 講談社文庫）
  - 【初出】 『IN★POCKET』2004年1月号 - 2004年10月号、全10回
- 小説以外（2005年 新潮社 / 2008年 新潮文庫）
- メガロマニア あるいは「覆された宝石」への旅（2009年5月 日本放送出版協会 / 2012年9月 角川文庫）
- 土曜日は灰色の馬（2010年8月 晶文社 / 2020年3月 ちくま文庫）
- 隅の風景（2011年 新潮社 / 2013年10月 新潮文庫）
- 作家の口福（2011年2月 朝日文庫、20人の作家の食に関するエッセイ集） - 「贅沢なチーズ鱈」
- 執筆前夜 女性作家10人が語る、プロの仕事の舞台裏。（2005年11月 新風舎） - インタビュー集
- ほかの誰も薦めなかったとしても今のうちに読んでおくべきだと思う本を紹介します。 「14歳の世渡り術」収載文（2012年5月 河出書房新社）
- ビール アンソロジー（2014年7月 パルコエンタテインメント事業部）「列車でビール 長旅には酒器を連れて」（『おいしいアンソロジー ビール 今日もゴクゴク、喉がなる』2023年7月 だいわ文庫）
- 日曜日は青い蜥蜴（2020年12月 筑摩書房）
- 月曜日は水玉の犬（2022年3月 筑摩書房）

### 戯曲
- 猫と針（2008年2月 新潮社 / 2011年2月 新潮文庫）

### 共著
- 読書会（2007年1月 徳間書店） 山田正紀
- NHKスペシャル 失われた文明 インカ「書き下ろし紀行エッセイ収載」（2007年6月 NHK出版）NHK「失われた文明」プロジェクト
- NHKスペシャル 失われた文明 マヤ「書き下ろし紀行エッセイ収載」（2007年6月 NHK出版）NHK「失われた文明」プロジェクト
- NHKスペシャル 失われた文明 アンデスミイラ「書き下ろし紀行エッセイ収載」（2007年6月 NHK出版）NHK「失われた文明」プロジェクト
- 横浜の名建築をめぐる旅（2021年7月 エクスナレッジ） 菅野裕子
- SF読書会（2021年9月 徳間書店〈徳間文庫〉 ） 山田正紀

### アンソロジー（編纂）
- 恩田陸選 スペシャル・ブレンド・ミステリー 謎003（2008年9月 講談社文庫）
- 現代マンガ選集 少女たちの覚醒 炸裂する記憶と衝動（2020年12月 ちくま文庫）総監修中条省平

### アンソロジー（収録）
「」内が恩田陸の作品
日本文藝家協会・編
- 短篇ベストコレクション 現代の小説2002（2002年6月 徳間文庫）「オデュッセイア」
- 短篇ベストコレクション 現代の小説2007（2007年6月 徳間文庫）「かたつむり注意報」
- 短篇ベストコレクション 現代の小説2008（2008年6月 徳間文庫）「弁明」
- 短篇ベストコレクション 現代の小説2009（2009年6月 徳間文庫）「骰子の七つの目」
- 短篇ベストコレクション 現代の小説2012（2012年6月 徳間文庫）「台北小夜曲」
- 短篇ベストコレクション 現代の小説2013（2013年6月 徳間文庫）「私と踊って」
- 短篇ベストコレクション 現代の小説2016（2016年6月 徳間文庫）「線路脇の家」
- 短篇ベストコレクション 現代の小説2018（2018年6月 徳間文庫）「皇居前広場のピルエット」

日本推理作家協会・編
- 最新「珠玉推理（ベスト・オブ・ベスト）」大全〈中〉（1998年9月 光文社 カッパ・ノベルス）「象と耳鳴り」
  - 【改題】怪しい舞踏会 日本ベストミステリー選集29（2002年5月 光文社文庫）
- ザ・ベストミステリーズ 2000 推理小説年鑑（2000年6月 講談社）「往復書簡」
  - 【分冊・改題】罪深き者に罰を ミステリー傑作選42（2002年11月 講談社文庫）
- 推理作家になりたくて マイベストミステリー 第3巻 「迷」（2003年10月 文藝春秋）「オデュッセイア」、書き下ろしエッセイ「ラジオを聴きながら…」
  - 【改題】マイ・ベスト・ミステリー3（2007年9月 文春文庫）
- 不思議の足跡（2007年10月 光文社 カッパ・ノベルス / 2011年4月 光文社文庫）「あなたの善良なる教え子より」
- ミステリーの書き方（2010年11月 幻冬舎 / 2015年10月 幻冬舎文庫）※執筆作法「タイトルの付け方」
- 驚愕遊園地（2013年11月 光文社 / 2016年5月 光文社文庫）「思い違い」
- 殺意の隘路（2016年12月 光文社）「柊と太陽」

その他
- 血の12幻想（2000年5月 エニックス / 2002年4月 講談社文庫）「茶色の小壜」
- 悪魔のような女 女流ミステリー傑作選（2001年7月 ハルキ文庫）「廃園」
- 殺人鬼の放課後 ミステリ・アンソロジー2（2002年1月 角川スニーカー文庫）「水晶の夜、翡翠の朝」
- らせん階段 女流ミステリー傑作選（2003年5月 ハルキ文庫）「国境の南」
- 青に捧げる悪夢（2005年3月 角川書店 / 2013年2月 角川文庫）「水晶の夜、翡翠の朝」
- 恋は罪つくり 恋愛ミステリー傑作選（2005年7月 光文社文庫）「廃園」
- 七つの黒い夢（2006年2月 新潮文庫）「赤い毬」
- 花月夜綺譚 怪談集（2004年8月 集英社 / 2007年9月 集英社文庫）「一千一秒殺人事件」
- 本からはじまる物語（2007年12月 メディアパル）「飛び出す、絵本」
- きみが見つける物語 十代のための新名作 スクール編（2008年6月 角川文庫）「大きな引き出し」
- アクロス・ザ・ユニバース 林檎をめぐる物語（2008年7月 ソニー・マガジンズ）「アイドルの流謫」
- 虚構機関 年刊日本SF傑作選（2008年12月 創元SF文庫）「忠告」
- NOVA 2 書き下ろし日本SFコレクション（2010年7月 河出文庫）「東京の日記」
- 逃げゆく物語の話 ゼロ年代日本SFベスト集成〈F〉（2010年10月 創元SF文庫）「夕飯は七時」
- 日本文学100年の名作 第10巻 2004 - 2013 バタフライ和文タイプ事務所（2015年6月 新潮文庫）「かたつむり注意報」
- 猫は迷探偵（2015年11月 竹書房文庫）※エッセイアンソロジー「猫占い」
- 20の短編小説（2016年1月 朝日文庫）「悪い春」
- 冒険の森へ 傑作小説大全 4（2016年8月 集英社）「大きな引き出し」
- 吾輩も猫である（2016年12月 新潮文庫）「惻隠」
- X'mas Stories 一年でいちばん奇跡が起きる日（2016年12月 新潮文庫）「柊と太陽」
- 謎の館へようこそ 黒 新本格30周年記念アンソロジー（2017年10月 講談社タイガ）「麦の海に浮かぶ檻」
- 奇想天外 21世紀版 アンソロジー（2017年10月 南雲堂）「降っても晴れても」
- 2030年の旅（2017年10月 中公文庫）「逍遥」
- 皆川博子の辺境薔薇館 Fragments of Hiroko Minagawa（2018年5月 河出書房新社）「孤高の美、『聖女の島』」
- だから見るなといったのに 九つの奇妙な物語（2018年7月 新潮文庫nex）「あまりりす」
- 美女と竹林のアンソロジー 森見登美彦リクエスト!（2019年1月 光文社）「美女れ竹林」
- 妖し（2019年12月 文春文庫）「曇天の店」
- 25の短編小説（2020年9月 朝日文庫）「悪い春202X」
- Seven Stories 星が流れた夜の車窓から（2020年11月 文藝春秋 / 2023年4月 文春文庫）「ムーン・リヴァー」
- 歪んだ名画 美術ミステリーアンソロジー（2021年1月 朝日文庫）「曜変天目の夜」
- ショートショートドロップス（2021年1月 文藝春秋）「冷凍みかん」
- 超短編！ 大どんでん返し（2021年2月 小学館文庫）「トワイライト」
- あなたの後ろにいる誰か 眠れぬ夜の八つの物語 （2021年7月 新潮文庫nex）「球根」
- 絶対名作！十代のためのベスト・ショート・ミステリー 千街晶之編 （汐文社 2021年11月）「水晶の夜、翡翠の朝」
- 『1と0と加藤シゲアキ』（競作企画 KADOKAWA、2022年9月30日）「渋谷と御守」
- 本からはじまる物語 （2022年3月 角川文庫）「飛び出す、絵本」
- 私たちの金曜日（2023年1月 角川文庫）「茶色の小壜」
- 時ひらく（2024年1月 文春文庫）「アニバーサリー」

### ムック
- 文藝別冊 恩田陸 白の劇場（2021年2月 河出書房新社 KAWADEムック）
  - 書き下ろし「灰の劇場 0-」「灰の劇場 0+」、単行本未収録作品「ジョン・ファウルズを探して」「ソウルのカササギは王宮で鳴く」を収録。

## メディア・ミックス

### テレビドラマ
- 六番目の小夜子（2000年4月8日 - 6月24日、全12話、NHK教育、主演：鈴木杏）
- ネバーランド（2001年7月6日 - 9月14日、全11話、TBS系列、主演：今井翼）
  - 恩田陸はV6の歌う主題歌「出せない手紙」をセキヤヒサシ名義で作詞している。
- 光の帝国（2001年12月4日 - 12月25日、全4話、NHK総合、主演：前田愛）
- 悪夢ちゃん（2012年10月13日 - 12月22日、日本テレビ系列「土曜ドラマ」枠、主演：北川景子、原案：夢違）

### 映画
- 木曜組曲（2002年10月12日公開、配給：シネカノン、監督：篠原哲雄、主演：鈴木京香）
- 夜のピクニック（2006年9月30日公開、配給：ムービーアイ/松竹、監督：長澤雅彦、主演：多部未華子）
- Livespire「光の帝国」（2009年7月18日公開、配給：ソニー株式会社、原作：大きな引き出し）
- 悪夢ちゃん The 夢ovie（2014年5月3日公開、配給：東宝、監督：佐久間紀佳、主演：北川景子、原案：夢違）
- 蜜蜂と遠雷（2019年10月4日公開、配給：東宝、監督：石川慶、主演：松岡茉優）

### 舞台
- 猫と針（2007年8月22日 - 9月9日、戯曲、演劇集団キャラメルボックスの依頼で書き下ろし）
- 光の帝国（2009年2月19日 - 3月29日、演劇集団キャラメルボックス、原作：大きな引き出し）
- 夜のピクニック（2016年9月17日 - 9月25日、水戸芸術館ACM劇場）
- 【コロナ延期】木洩れ日に泳ぐ魚（2021年2月5日 - 2月14日、シアタートラム）主演：倉科カナ[46]
  - 2021年2月12日 - 14日 朗読劇「木洩れ日に泳ぐ魚」シアタートラム、出演：倉科カナ、浅利陽介、脚本・演出：真柴あずき[47]

### コミカライズ
- 蜜蜂と遠雷（幻冬舎コミックス、既刊2巻、作画：皇なつき）
  1. 2019年9月27日発売、ISBN 978-4-34-484518-3
  2. 2023年6月29日発売、ISBN 978-4-34-485231-0